# Andrea Bagioli
Andrea Bagioli (Sondrio, 23 de marzo de 1999) es un ciclista italiano, miembro del equipo Lidl-Trek.

## Palmarés
2018 (como amateur)
- Toscana-Terra di ciclismo-Coppa delle Nazioni, más 1 etapa

2019
- Trofeo Ciudad de San Vendemiano
- Ronde d'Isard, más 2 etapas[2]
- 1 etapa del Giro del Valle de Aosta
- Piccolo Giro de Lombardía[3]

2020
- 1 etapa del Tour de l'Ain[4]
- 1 etapa de la Settimana Coppi e Bartali

2021
- La Drôme Classic

2022
- 1 etapa de la Volta a Cataluña

2023
- 1 etapa del Tour de Valonia
- 1 etapa del Tour de Eslovaquia
- Giro del Piemonte

## Resultados

### Grandes Vueltas
| Carrera | Carrera         | 2019 | 2020 | 2021 | 2022 | 2023 | 2024 |
| ------- | --------------- | ---- | ---- | ---- | ---- | ---- | ---- |
|         | Giro de Italia  | —    | —    | —    | —    | —    | 65.º |
|         | Tour de Francia | —    | —    | —    | 97.º | —    | —    |
|         | Vuelta a España | —    | Ab.  | 90.º | —    | Ab.  | —    |

—: no participa

Ab.: abandono

### Clásicas y Campeonatos
| Carrera                 | Carrera                 | 2019 | 2020 | 2021 | 2022 | 2023 | 2024 |
| ----------------------- | ----------------------- | ---- | ---- | ---- | ---- | ---- | ---- |
| Strade Bianche          | Strade Bianche          | —    | —    | —    | —    | 30.º | 82.º |
|                         | Milán-San Remo          | —    | —    | —    | 60.º | —    | —    |
| Flecha Brabanzona       | Flecha Brabanzona       | —    | 7.º  | —    | Ab.  | 8.º  | —    |
| Amstel Gold Race        | Amstel Gold Race        | —    | X    | —    | 38.º | 6.º  | 75.º |
| Flecha Valona           | Flecha Valona           | —    | 19.º | —    | —    | 38.º | Ab.  |
|                         | Lieja-Bastoña-Lieja     | —    | Ab.  | —    | —    | Ab.  | Ab.  |
| Clásica San Sebastián   | Clásica San Sebastián   | —    | X    | —    | —    | 9.º  |      |
| Bretagne Classic        | Bretagne Classic        | —    | —    | —    | 83.º | —    |      |
| Gran Premio de Quebec   | Gran Premio de Quebec   | —    | X    | X    | 22.º | —    |      |
| Gran Premio de Montreal | Gran Premio de Montreal | —    | X    | X    | 3.º  | —    |      |
|                         | Giro de Lombardía       | —    | Ab.  | 70.º | Ab.  | 2.º  |      |
| Mundial en Ruta         | Mundial en Ruta         | —    | 57.º | Ab.  | 46.º | 39.º | Ab.  |
| Europeo en Ruta         | Europeo en Ruta         | —    | —    | Ab.  | —    | —    |      |
| Italia en Ruta          | Italia en Ruta          | —    | 8.º  | —    | Ab.  | Ab.  |      |

—: No participa 

Ab.: Abandona 

X: No se disputó

## Equipos
- UAE Team Emirates stagiaire (08.2018-12.2018)
- Team Colpack (2019)
- Quick Step (2020-2023)
  - Deceuninck-Quick Step (2020-2021)
  - Quick-Step Alpha Vinyl Team (2022)
  - Soudal Quick-Step (2023)
- Lidl-Trek (2024-)